# Ambite
Ambite è un comune spagnolo di 310 abitanti situato nella comunità autonoma di Madrid.